# Lapsana communis
Lapsana es un género monotípico de plantas herbáceas perteneciente a la familia Asteraceae. Su única especie: Lapsana communis. Es nativa de Europa donde crece en campos aclarados, secos o húmedos y especialmente entre cultivos de cereales.

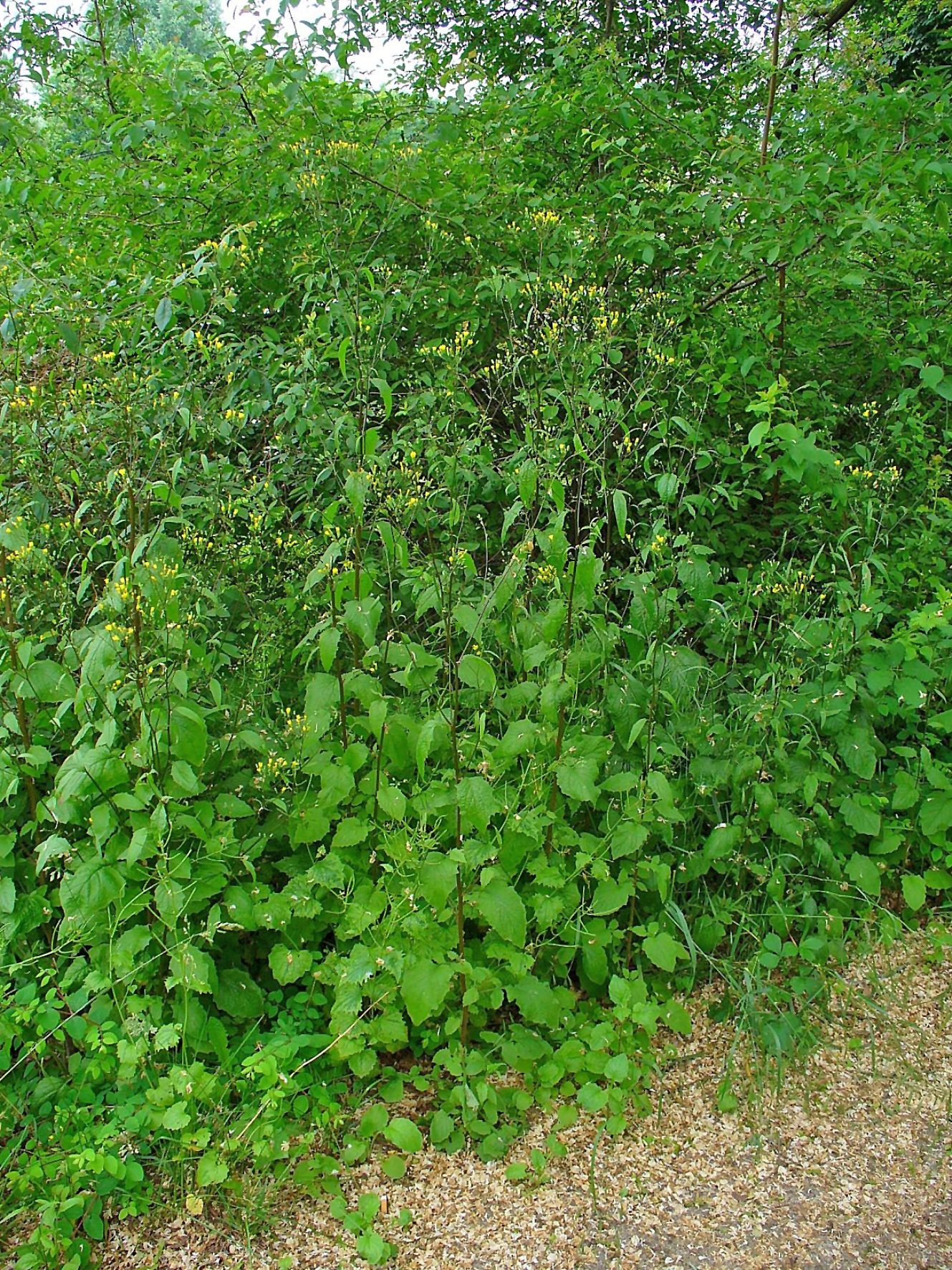
Hábitat

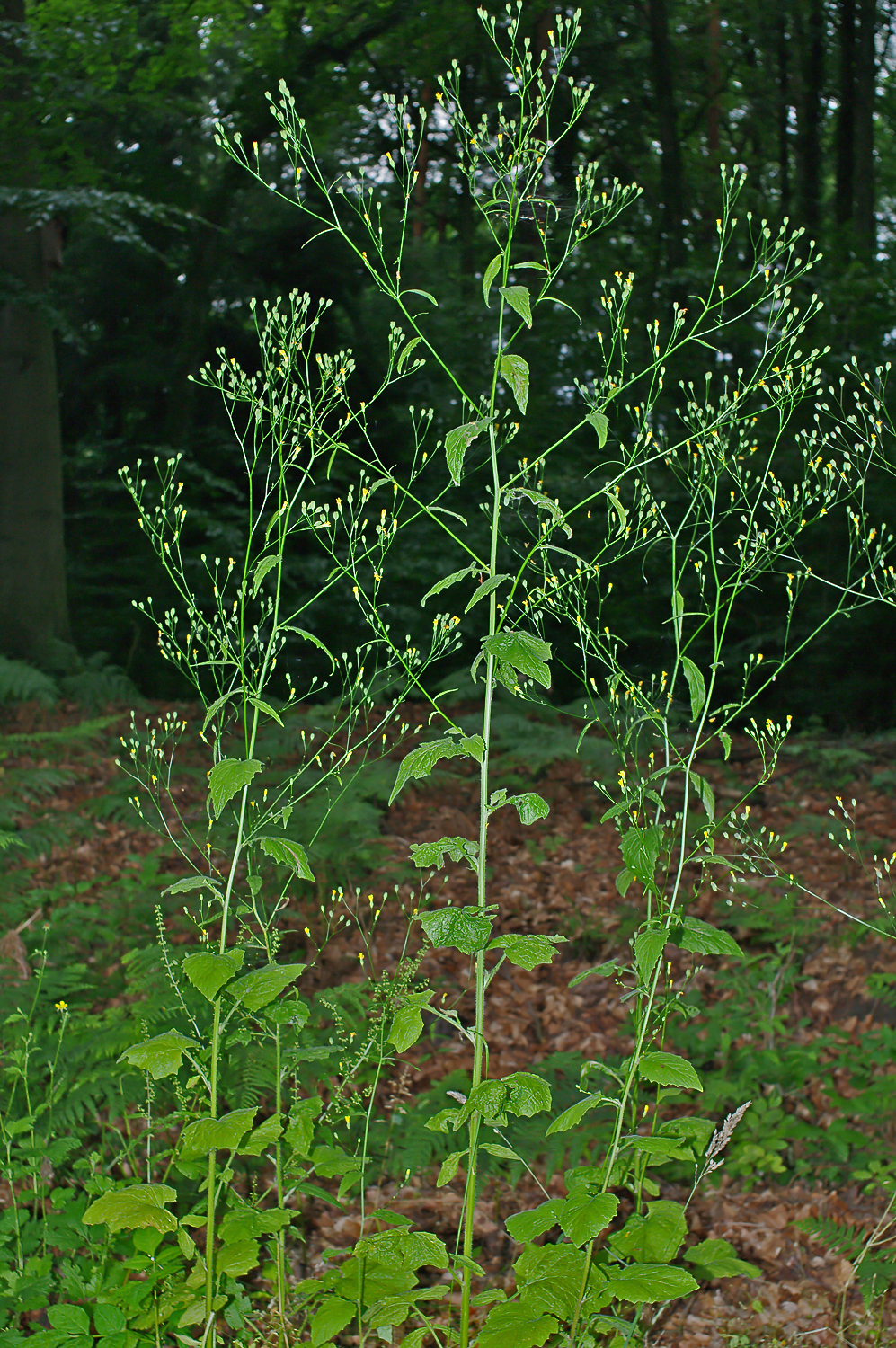
Aspecto

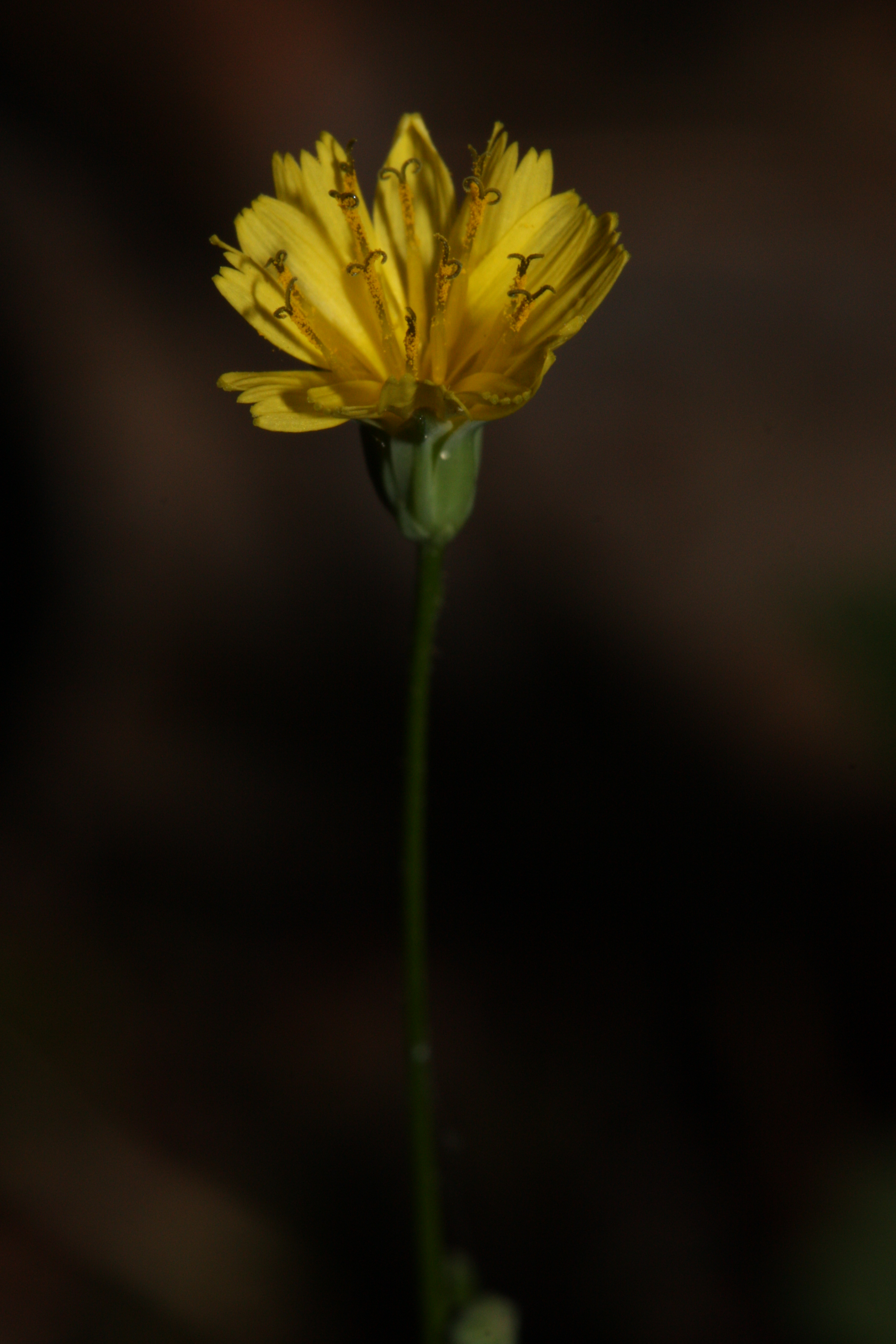
Detalle de la flor

## Características
Es una planta herbácea que alcanza los 50-150 cm de altura con tallos erectos y glabros. Las hojas están divididas estando la parte terminal cordada con los márgenes dentados. Las flores son de color amarillo y se producen en racimos terminales laxos con 8-10 flores cada uno. Los frutos son estriados.

## Distribución y hábitat
Esta planta es originaria de las zonas templadas de Eurasia. Se ha extendido a otros lugares del planeta y se considera una especie invasora en Australia, Chile, Nueva Zelanda y partes de América del Norte.
Se encuentra a orillas de las ciudades y pueblos, quizá como vestigio de antiguos cultivos. Crece a menudo al borde de los caminos y carreteras y le gusta crecer al pie de los muros de casas y ruinas, pero también se la encuentra dentro de los bosques. Prefiere suelos ricos en nitratos.

## Propiedades
Es una planta utilizada como alimento y como medicina desde tiempos muy antiguos. Las hojas tiernas son comestibles tanto crudas como cocinadas. Se pueden hacer salteadas, en tortilla, hervidas o en quiche. Cuando son crudas, las hojas tienen un sabor un poco picante que recuerda al rábano. Como hortaliza, esta planta era una fuente de alimento para los humanos desde tiempos prehistóricos. Se cultivaba en la antigua Roma y fue descrita por Marco Terencio Varrón. Para el cultivo de esta planta hay que evitar suelos demasiado ácidos y lugares con demasiada sombra.
"Hierba de los pechos", el extraño nombre vulgar de esta planta, proviene de sus aplicaciones medicinales, pues tiene propiedades antisépticas y antiinflamatorias, siendo un remedio eficaz para curar heridas. Antiguamente se utilizaba para tratar las pequeñas llagas o grietas que aparecen en los pezones de las mujeres, sobre todo durante la lactancia.
Según el tratado Teoría de las signaturas, muy utilizado por los practicantes de la medicina herbal tradicional, cada planta presenta signos evidentes de sus propiedades medicinales. Así se afirmaba que los capullos de esta planta parecen el pezón de la mama de una mujer.
Su jugo se ha utilizado en la curación de heridas de difícil cicatricación.

## Taxonomía
Lapsana communis fue descrita por Carlos Linneo y publicado en Species Plantarum 2: 811. 1753.
Citología
Número de cromosomas de Lapsana communis (Fam. Compositae) y táxones infraespecíficos: n=7.: 2n=16.
Variedades
Lapsana communis es el único miembro del género Lapsana. Tiene varias subespecies:
- Lapsana communis subsp. communis. Todea Europa templada menos el sudeste. Planta anual.
- Lapsana communis subsp. adenophora (Boiss.) Rech.f. Sudeste de Europa.
- Lapsana communis subsp. alpina (Boiss. & Balansa) P.D.Sell. Crimea.
- Lapsana communis subsp. grandiflora (M. Bieb.) P.D.Sell. Sudoeste de Asia.
- Lapsana communis subsp. intermedia (M. Bieb.) Hayek. Sudoeste de Asia, sudeste de Europa. Planta perenne.
- Lapsana communis subsp. pisidica (Boiss. & Heldr.) Rech.f. Grecia.

Sinonimia
- Lapsana crispa Willd., Sp. Pl. 3: 1624. 1804
- Lapsana communis var. crispa (Willd.) Pers., Syn. Pl. 2:???. 1807
- Lapsana pubescens Hornem., Hort. Bot. Hafn., Suppl.: 91. 1819
- Lapsana communis subsp. pubescens (Hornem.) Arcang., Comp. Fl. Ital.: 411. 1882
- Lapsana communis var. pubescens (Hornem.) DC.
- Lapsana sylvatica Wallr., Beitr. Bot.: 137?. 1844
- Lapsana communis var. glandulosopilosa Schur, Enum. Pl. Transsilv.: 355. 1866
- Lapsana communis var. glandulosa Freyn in Verh. K.K. Zool.-Bot. Ges. Wien 27: 363. 1878
- Lapsana glandulosa (Freyn) Klokov, Viznačn. Rostlin URSR: 583. 1950
- Lapsana cancellata Borbás in Österr. Bot. Z. 43: 69. 1893
- Lapsana olympica Candargy in Bull. Soc. Bot. France 44: 147. 1897
- Lapsana cappadocica Bornm. in Repert. Spec. Nov. Regni Veg. Beih. 89: 392. 1944
- Lapsana communis var. glandulosa Wierzb.
- Lapsana communis var. hirsuta Peterm.
- Lapsana sonchifolia Gilib., Fl. Lit. Inch. 1: 243. 1782, nom. inval.[10]

## Nombres comunes
- Castellano: hierba de las mamas, hierba de los pechos, hierba pezonera, lampsana, lámpsana, lapsana, nabillo, yerba de los pechos, yerba pezonera.[6]

## Galería

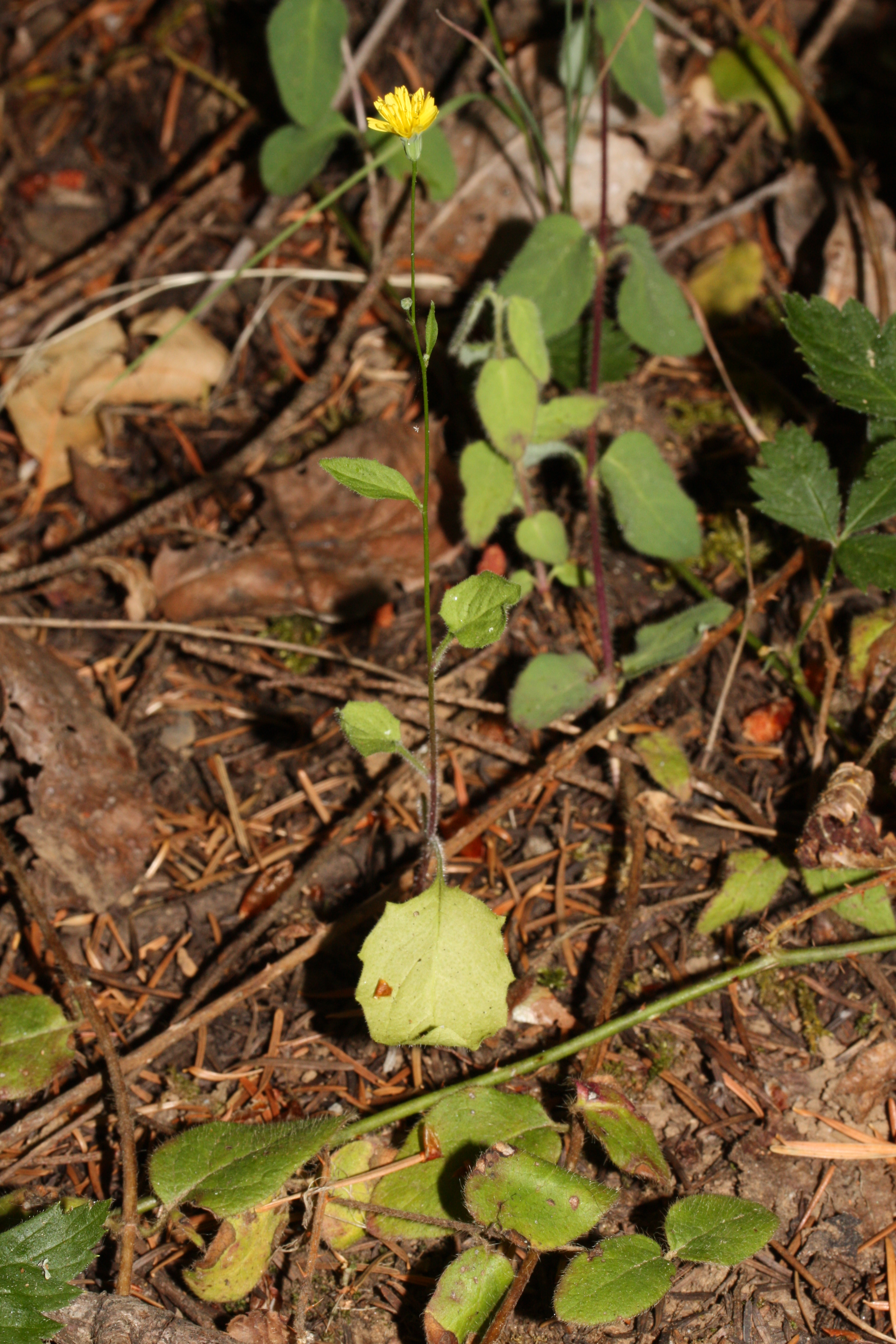
Anacortes Community Forest Lands
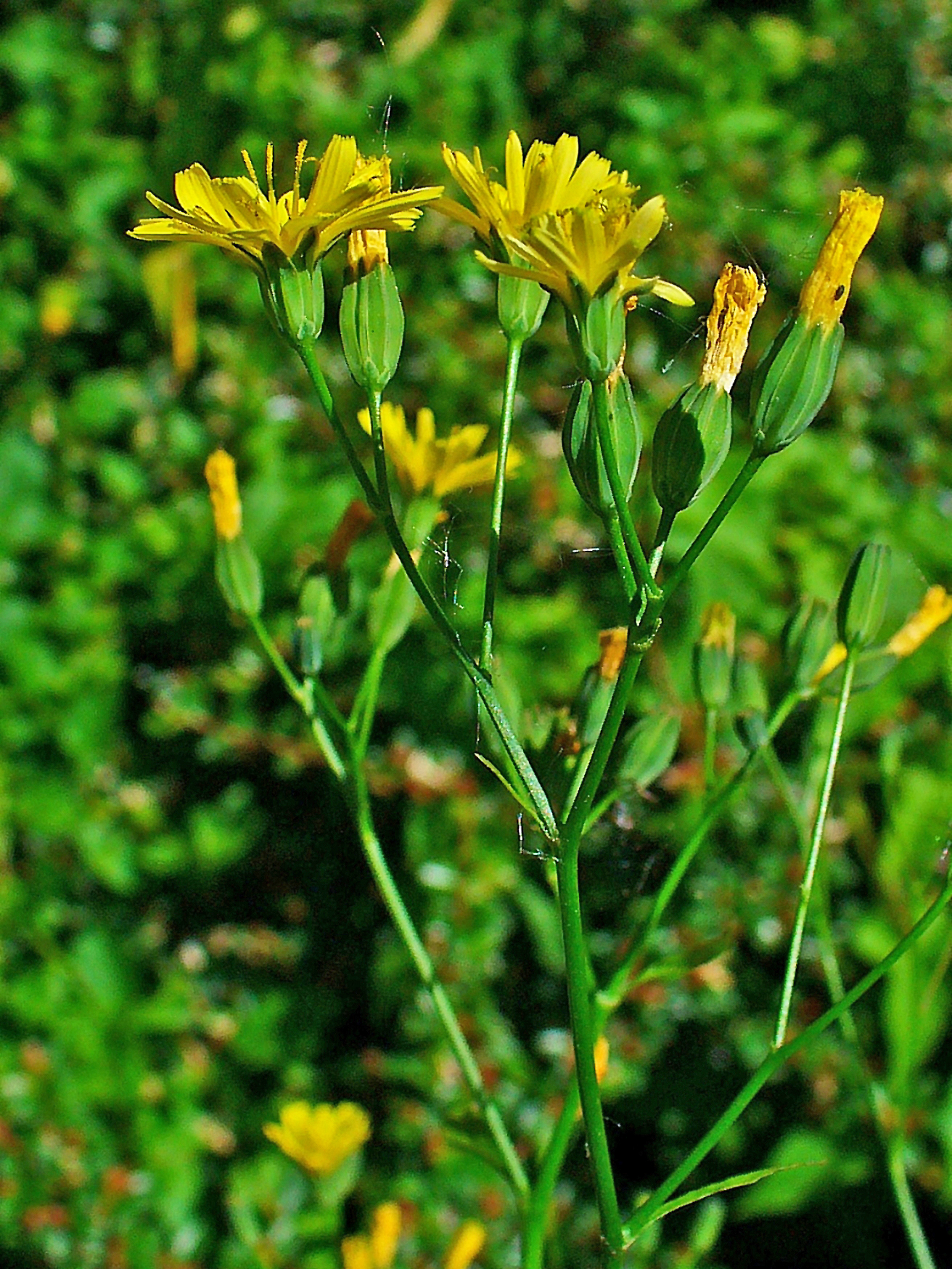
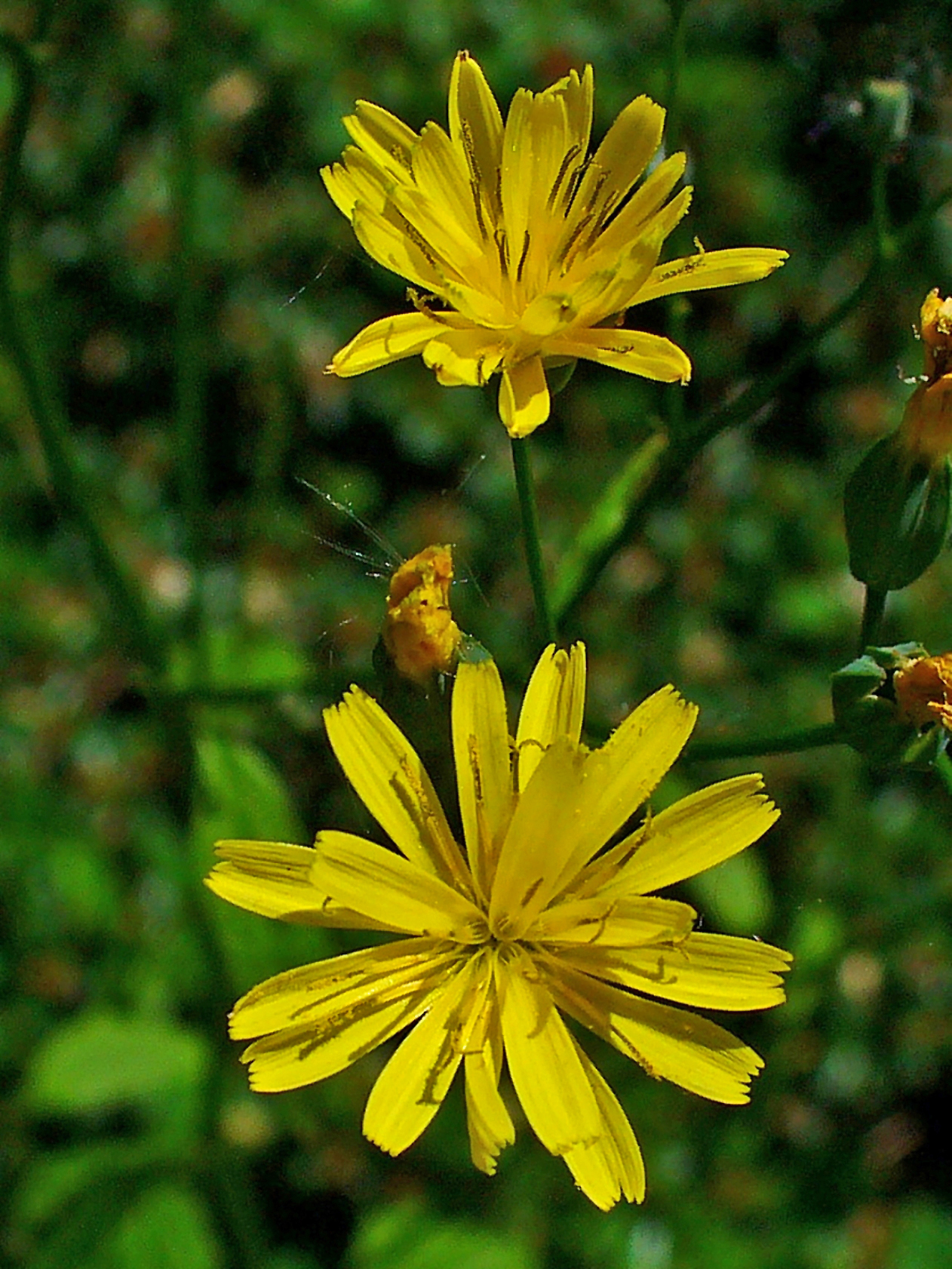
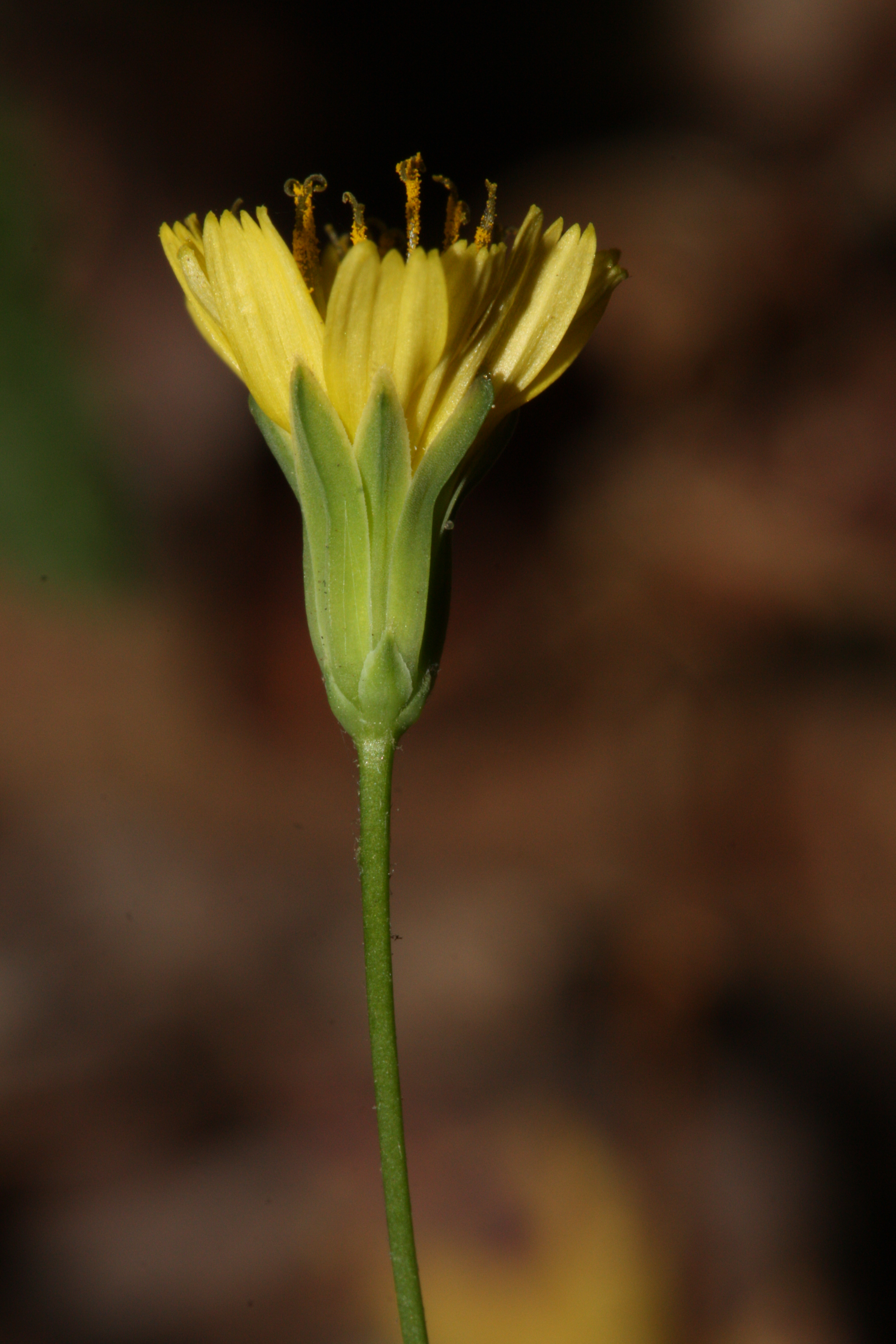
Anacortes Community Forest Lands
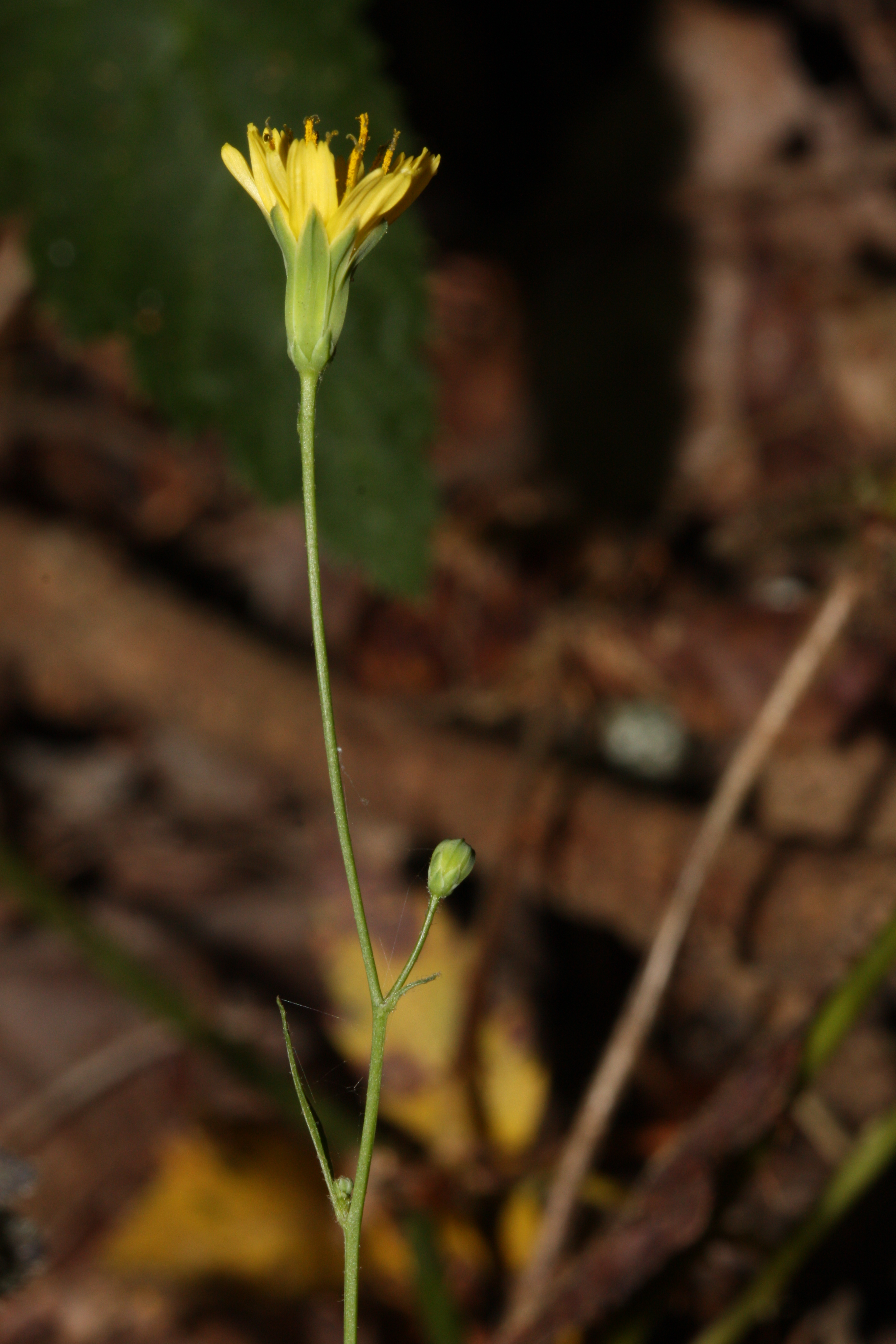
Anacortes Community Forest Lands
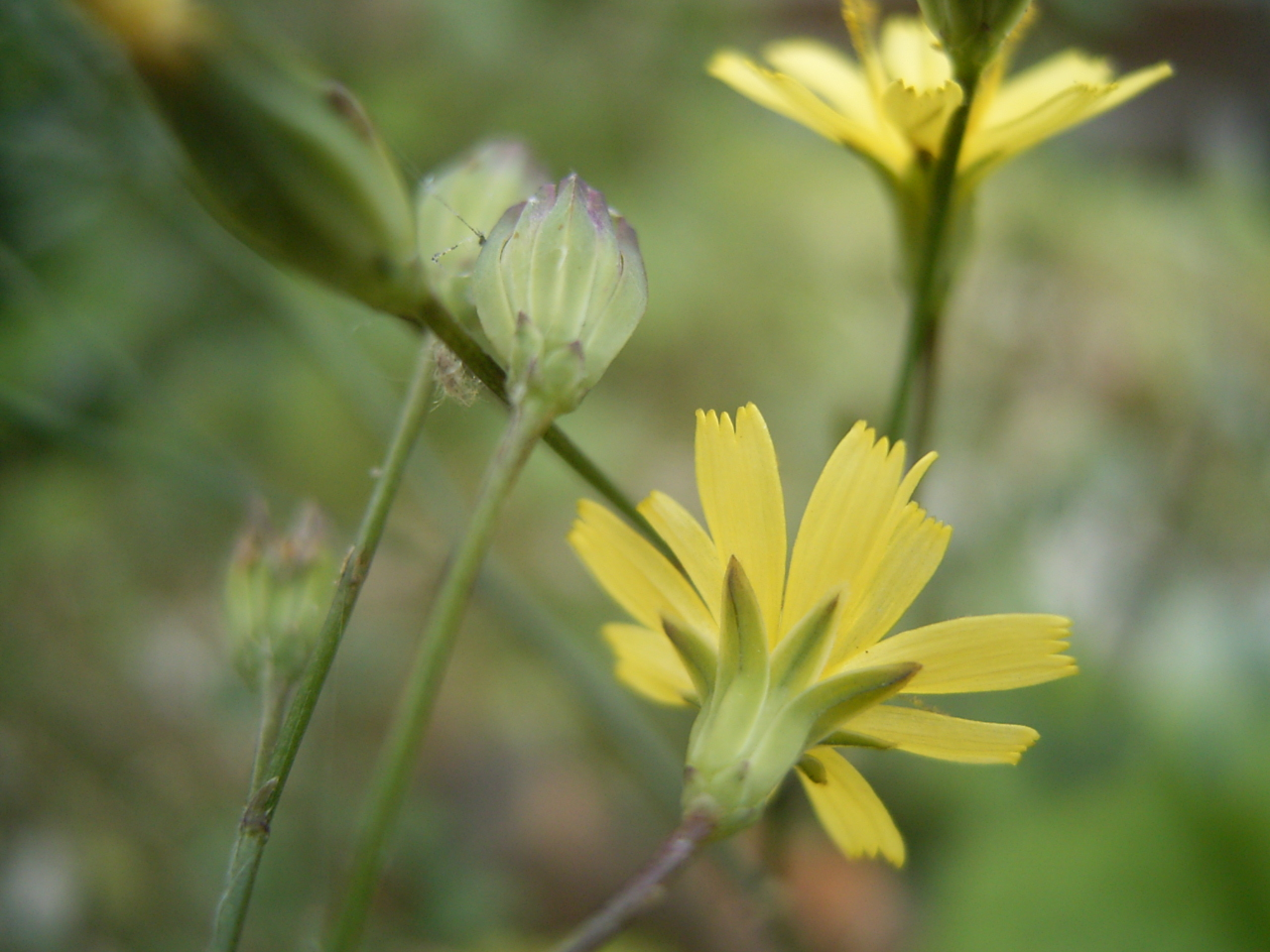
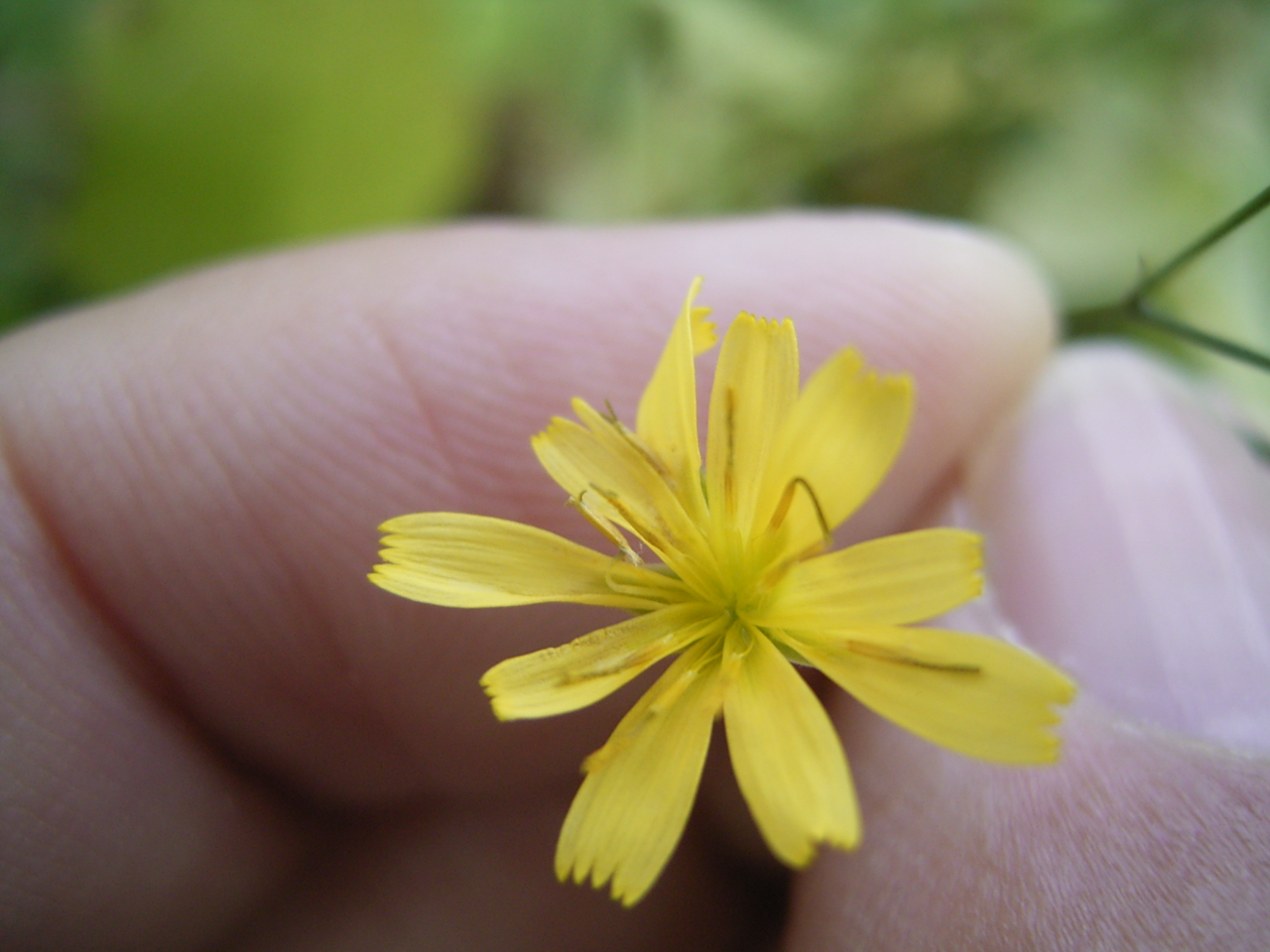